# Diekmannshausen
Diekmannshausen ist eine Bauerschaft in der niedersächsischen Gemeinde Jade im Landkreis Wesermarsch. Das Dorf mit rund 290 Einwohnern setzt sich aus einem Wohngebiet mit Einfamilienhäusern sowie Bauernhöfen mit angrenzenden Weiden zusammen.

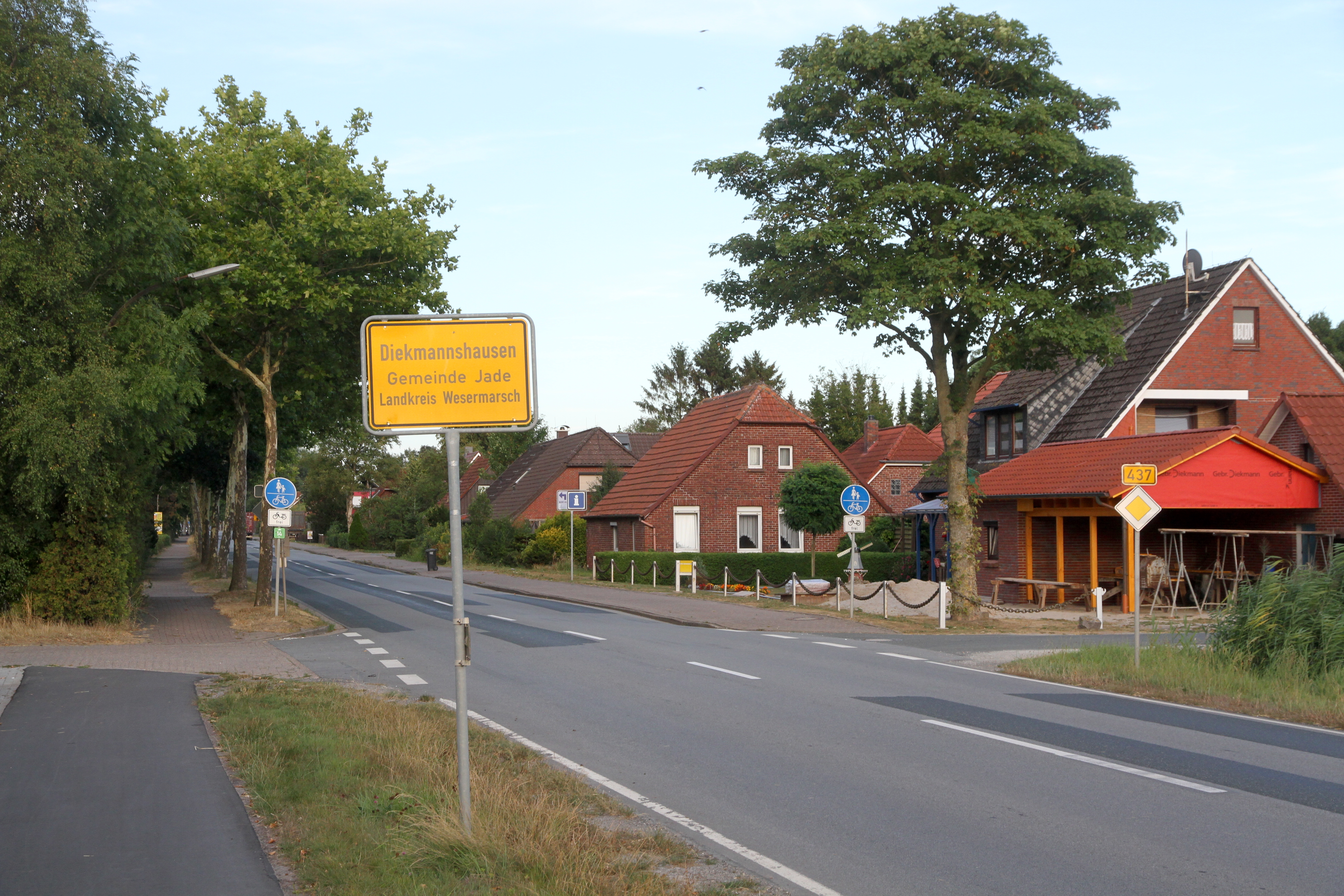
Ortseingang von Diekmannshausen an der B 437 aus Richtung Varel kommend.

## Lage und Infrastruktur
Diekmannshausen liegt an der Südspitze des Jadebusens. Nahe gelegene Orte sind die Stadt Varel im Westen und das Dorf Schweiburg im Osten. Mit beiden Orten ist Diekmannshausen über die Bundesstraße 437 verbunden. Die B 437 führt im Osten weiter nach Rodenkirchen. 
In Diekmannshausen beginnt die Bäderstraße (K 197) in Richtung Butjadingen.
Diekmannshausen lag an der Bahnstrecke Varel – Rodenkirchen. Der Personenverkehr auf dieser Strecke wurde 1958 eingestellt, 1992 der noch verbliebene Güterverkehr nach Varel.

## Geschichte
Der Ortsname „Diekmannshausen“ entstand 1913 mit der Einrichtung der Bahnlinie zwischen Varel und Rodenkirchen – davor hieß der Ort Süder-Schweiburg – und geht auf den heute noch existierenden örtlichen Baustoffhandel sowie zahlreiche so heißende Einwohner des Ortes zurück.